# Hugh Munro
Sir Hugh Thomas Munro (1856–1919) foi um montanhista escocês conhecido sobretudo pela sua lista de montanhas na Escócia que ultrapassam os 3000 pés (914,4 m), conhecidos como munros.
Munro nasceu em Londres, mas foi criado em Escócia na propriedade rural familiar de Lindertis, perto de Kirriemuir em Angus. Foi um ávido escalador, e foi um membro fundador do Scottish Mountaineering Club em 1889. A sua lista de montanhas de mais de 3000 metros de 1891 foi publicada no exemplar número 6 do Scottish Mountaineering Club Journal em 1891. Esta lista causou grande surpresa nos círculos montanhistas, pois até ter aparecido tal lista muitos pensavam que o número de montanhas que superavam esta altitude era cerca de 30, menos que as cerca de 300 que foram listadas. Estas montanhas, conhecidas como munros são hoje populares de escalar.
Hugh Munro nunca escalou a sua própria lista. Da lista original falhou a subida de uma montanha nos Cairngorms (Carn Cloich-Mhuillin), que tinha reservado como última. Quando morreu, tinha produzido uma versão reformada da lista, adicionando a Carn an Fhidhleir, que ainda lhe faltava subir. Sir Hugh é muitas vezes reprovado por ter ignorado o Inaccessible Pinnacle "Pináculo Inacessível" de Sgurr Dearg, na ilha de Skye, um pico que não está documentado como tendo sido subido por ele. No entanto, o "In Pinn" não foi incluído em nenhuma das listas que produziu em vida, apesar de ter uns quantos pés mais que Sgurr Dearg, que foi incluído. A primeira pessoa que conseguiu a façanha de escalar todos foi muito provavelmente o Rev. A. E. Robertson em 1901.
Além dos seus interesses montanhistas, Munro viajou muito e fez viagens pela Europa, Ásia, América do Norte e África. 
Aos 58 era demasiado velho para o serviço militar durante a Primeira Guerra Mundial, mas fez trabalho voluntário com a Cruz Vermelha e tratou soldados feridos em Malta em 1915. Depois de uma breve doença, uniu-se de novo à Cruz Vermelha, levando uma cantina para as forças aliadas perto da linha da frente em França. Morreu em 1919 aos 63 anos, durante a epidemia de gripe que se seguiu à guerra.

## Ligações externos
- Sir Hugh Thomas Munro Info & Photographs